# Neu Boltenhagen
Neu Boltenhagen település Németországban, Mecklenburg-Elő-Pomeránia tartományban. Lakosainak száma 567 fő (2023. december 31.).

## Népesség
A település népességének változása:
| Lakosok száma | 607  | 586  | 583  | 556  | 567  | 567  |
|               | 2014 | 2017 | 2019 | 2021 | 2022 | 2023 |